# Shrine Auditorium

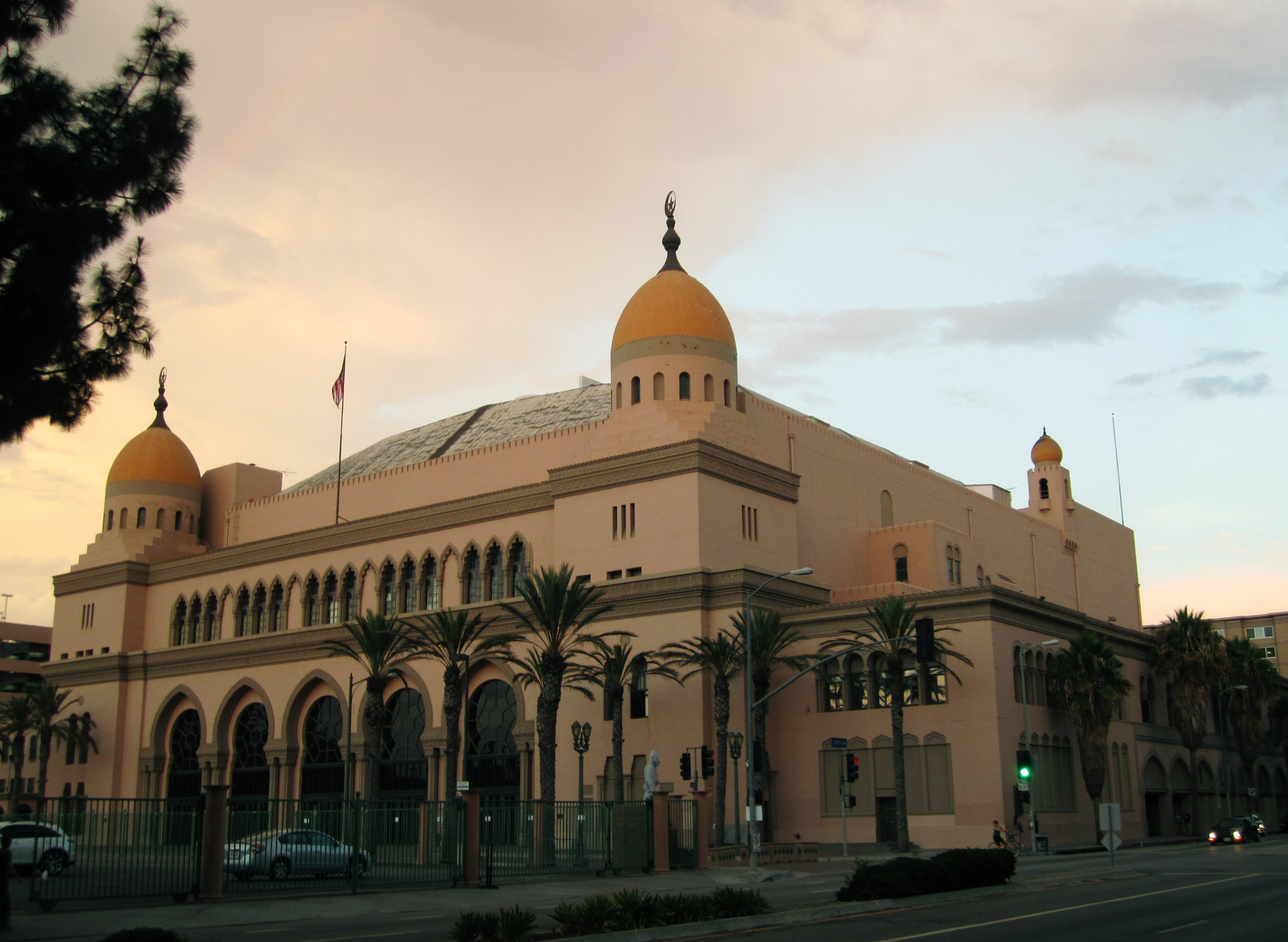
Shrine Auditorium (2012)

Das Shrine Auditorium, auch als Al Malaikah Temple bekannt, im Stadtteil University Park in Los Angeles, Kalifornien ist ein großes, denkmalgeschütztes Veranstaltungsgebäude und ein regionales Zentrum der Shriners, einer freimaurerischen Organisation. Wie alle Bauten der Shriner fällt es durch seine orientalisierende architektonische Gestaltung auf.

## Geschichte
Das gegenwärtige Shrine Auditorium wurde 1925/1926 errichtet und trat an die Stelle des 1906 errichteten und am 11. Januar 1920 durch einen Großbrand zerstörten Al-Malaikah-Tempels der Shriner. Das neue Auditorium wurde durch den in San Francisco wirkenden Theater-Architekten G. Albert Lansburgh entworfen, unter Mitwirkung der lokalen Architekten John C. Austin und A. M. Edelman. 
Am 2. April 1987 wurde das Shrine Auditorium als Baudenkmal in das National Register of Historic Places aufgenommen.
Im Jahr 2002 wurde das Gebäude für 15 Millionen US-Dollar grundlegend erneuert, vor allem in Bezug auf die Bühnentechnik, Beleuchtung, Bestuhlung und andere technische Belange. Am wahrzeichenhaften „maurischen“ Charakter des Gebäudes wurde nichts verändert.
Das Shrine Auditorium fasst jetzt ungefähr 6300 Besucher gegenüber zuvor 6700.
Im Shrine Auditorium fanden mehrfach die Zeremonien der Oscar-, Grammy- und Emmyverleihungen statt, auch große Sportereignisse und Konzerte. Angeschlossen ans Shrine Auditorium ist ein Ausstellungs- und Kongresszentrum.